# 地獄谷温泉 (長野県)

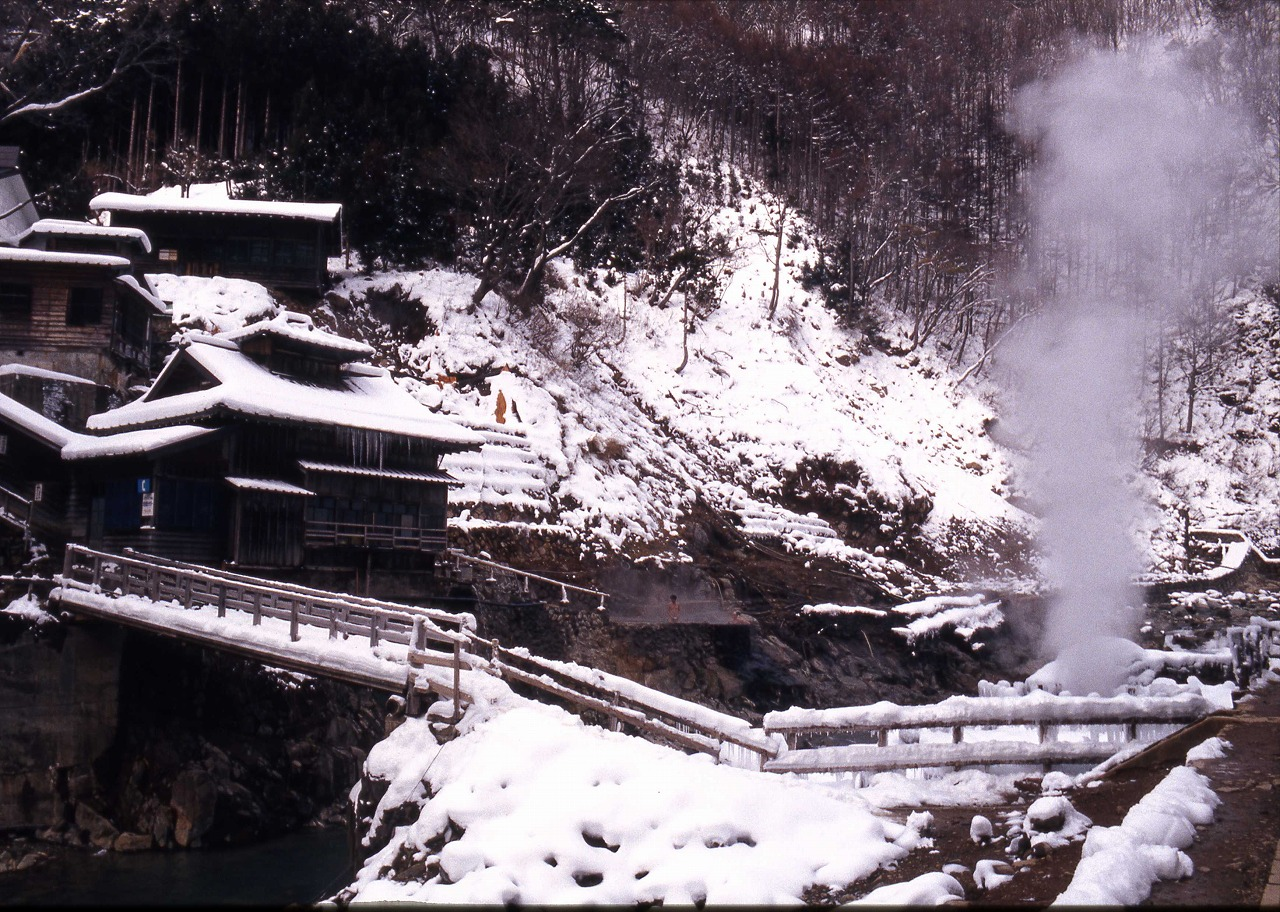
地獄谷温泉後楽館と間欠泉

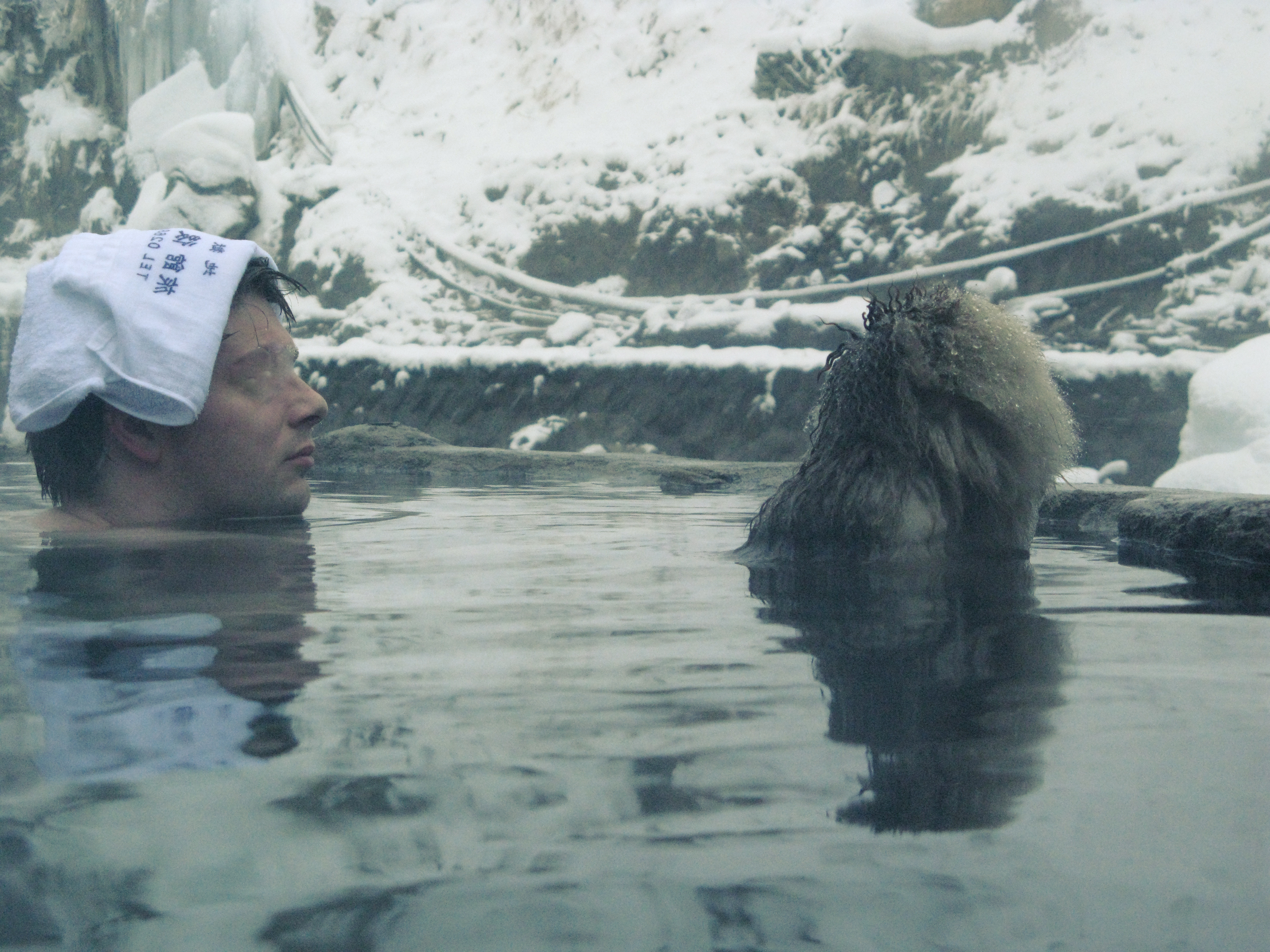
後楽館の露天風呂で客と共に入浴する猿

地獄谷温泉（じごくだにおんせん）は、長野県下高井郡山ノ内町の湯田中渋温泉郷にある温泉。近くには、横湯川が流れる。ニホンザルが入浴する事で有名。

## 泉質
- 塩含有石膏性苦泉

## 温泉街
- 日本秘湯を守る会に加盟する一軒宿の「後楽館」が存在する。
  - 加水あり、源泉掛け流し
  - 内湯4、混浴露天風呂2
  - 日本温泉遺産を守る会によって温泉遺産の源泉かけ流し風呂として選定されている。
  - こちらの温泉は人間用だが、特に冬にはニホンザルがこちらの露天風呂にも入りに来る。
  - 後楽館経営者の長女は木谷實と結婚し、宿は新布石の検討に使われた。また龍の子太郎の執筆に使われた部屋が保存されている。

### 周辺施設
- 横湯川の河原には国の天然記念物に指定（1927年指定）されている渋の地獄谷噴泉（しぶのじごくだにふんせん）がある[1]。後楽館の川向いにあたる。
- ニホンザルが温泉につかっているところが観察できる地獄谷野猿公苑が徒歩5分の位置にある。こちらの温泉は猿専用である。

## 歴史
間欠泉の影響か、古くから地獄の地として恐れられていた。

## 交通アクセス
- 鉄道：JR東日本長野駅より長電バス（急行 志賀高原線）で40分、上林温泉口下車、徒歩30分。
- 鉄道：長野電鉄湯田中駅より長電バス（志賀高原方面行き）で10分上林温泉下車、徒歩30分。
- 道路：上信越自動車道信州中野ICより国道292号を経由、沓野・渋ICから地獄谷駐車場へ。地獄谷駐車場より徒歩10分（冬季は駐車場閉鎖のため、上林温泉より徒歩30分）。